# Calle Bolívar
La calle Bolívar es una arteria vial, con prioridad peatonal, que recorre el centro histórico de la ciudad de Buenos Aires, Argentina.

## Características
Con recorrido norte - sur, esta calle pasa por dos de los barrios más antiguos de Buenos Aires: Monserrat y San Telmo, y termina en el barrio de Barracas. Con algunos edificios públicos importantes en sus primeras cuadras, en la mayor parte de su recorrido predominan las antiguas casas de fines del siglo XIX y comienzos del XX.
Se trata de una angosta calle aún empedrada en muchos tramos, que pasa por el núcleo más antiguo de la capital, ya que es uno de los bordes de la actual Plaza de Mayo, antigua Plaza Mayor de la ciudad que fundó Juan de Garay en 1580.
Es recorrida por una gran cantidad de líneas de colectivos, y muchos de ellos se dirigen desde el centro porteño a la estación ferroviaria de Plaza Constitución. Tiene acceso a las estaciones Perú y Bolívar del subte de Buenos Aires

## Recorrido
La calle nace en su intersección con la calle Rivadavia, en el extremo noroeste de la Plaza de Mayo. En Bolívar n.º 1 está la entrada principal del Palacio Municipal (comenzado en 1891 y terminado en 1914), sede de la jefatura de gobierno hasta el 2015. La calle cruza la Avenida de Mayo (inaugurada en 1894) en su nacimiento y pasa luego frente al Cabildo, en el n.º 65 (que data de 1751, pero su aspecto actual se le dio en 1940). La calle ha sido notablemente ensanchada en estos primeros 100 metros, para permitir formar una gran circunvalación a la plaza, que tiene una forma prácticamente ovoide.
Pero al cruzar la calle Hipólito Yrigoyen, Bolívar adquiere su angostura característica, común a todas las calles del trazado realizado por Garay. Al mismo tiempo, la calle pasa por el nacimiento de la Diagonal Sur (o Av. Presidente Julio A. Roca), donde se encuentran los edificios de la Legislatura de la Ciudad de Buenos Aires y de la empresa Siemens. En el n.º 160 se encuentra el imponente edificio art déco del City Hotel (año 1931, ing. Julio A. Noble y arq. Miguel Madero), ampliado recientemente con su adquisición por la cadena NH Hoteles. 
La siguiente cuadra es de un valor histórico y cultural muy importante para Buenos Aires, ya que la vereda oeste es una de las caras de la Manzana de las Luces, antiguo terreno cedido a la orden de los jesuitas, donde se encuentra la primera iglesia de Buenos Aires, la Iglesia San Ignacio de Loyola (n.º 225, año 1722) y el Colegio Nacional de Buenos Aires (n.º 263, edificio actual inaugurado en 1938 pero data de 1863). También en la esquina con la calle Adolfo Alsina está la Librería de Ávila, continuadora de la colonial Librería del Colegio, abierta en 1785. Se especializa en antigüedades y rarezas. Para el año 1867, D. Amaro del Valle, hijo del Coronel Edecán de Rosas, Narciso del Valle, deja en testamento sus casas de la calle Bolívar N° 276 y N° 278.
Además de su valor cultural histórico, la cuadra entre las calles Alsina y Moreno llama la atención por estar interrumpido el paso de vehículos con un vallado. Es que en agosto de 2003 la Iglesia debió ser apuntalada: una notable grieta recorre su fachada desde el pórtico a la torre norte. Estudios de la Universidad de Buenos Aires indicaron que esta torre sufre un hundimiento de las capas del suelo bajo ella que la llevan a inclinarse hacia el norte, separándose poco a poco del cuerpo de la iglesia. Este proceso se vio asociado a las vibraciones causadas por todas las líneas de colectivos que pasaban por la vieja calle empedrada, y el tránsito vehicular fue prohibido. En julio de 2015, luego de doce años de la intervención, se pudieron retirar los andamios del antiguo templo, ya reforzada su estructura, aunque se eligió mantener como peatonal la cuadra bloqueada a los vehículos, como parte del plan de peatonalización del centro histórico porteño.
En la siguiente esquina se encuentra el restaurado edificio del Palacio Raggio (arq. Lorenzo Siegerist, año 1910), objeto de un proyecto inmobiliario reciente que comenzó con el objetivo de transformarlo en hotel, pero finalmente derivó en pequeños departamentos. Se había transformado en un gran conventillo y las familias que lo ocupaban fueron desalojadas. En el n.º 346, en el ex edificio de la Escuela Adolfo Alsina funciona la trasladada Escuela Técnica N.º 05 D.E. 04 "Escuela Politécnica Manuel Belgrano". En la vereda de enfrente, el Pasaje Belgrano (arq. Alejandro Virasoro), transformado en Tanghotel Bolívar.
Luego de cruzar la Avenida Belgrano, la calle entra en una zona de antiguas casas de fines del siglo XIX. En el n.º 462 se encuentra la antigua Editorial Ángel Estrada, adquirida por el Gobierno de la Ciudad para transformarla en Casa del Historiador e instalar allí el Instituto Histórico de la Ciudad y la Dirección General de Patrimonio. En el n.º 531 está la sede central de Télam, la agencia oficial de noticias (cerrada en 2024), y en el n.º 663 se destaca la Casa de los Dragones, una fachada muy curiosa decorada con molduras exóticas, restaurada en 2013 para galería privada de arte.
En la esquina noroeste con la Avenida Independencia se encontraba la decimonónica casa del ingeniero arquitecto Pedro Benoit, demolida ilegalmente, motivo por el cual los arquitectos a cargo del proyecto que pretendía construirse allí fueron sancionados.
Entrando en el barrio de San Telmo, la calle pasa por la efervescente zona turística que se nuclea en la calle Defensa especialmente los fines de semana. Entre las calles Estados Unidos y Carlos Calvo está el Mercado San Telmo (año 1897, ing. Juan Antonio Buschiazzo), que aún vende carne y verduras, aunque predominan los anticuarios; y en la vereda opuesta se destaca en el n.º 909 una fachada de tradición italiana con dos grandes parejas de cariátides sosteniendo los balcones del primer piso (obra del ing. Luis Stremiz), muy fotografiadas por los turistas. En el 975, se encuentra la Iglesia Evangélica y Fundación Centro Cristiano Príncipe de Paz, fundada en 1982. En el n.º 1163 está el Colegio Simón Bolívar de la universidad privada John F. Kennedy.
Luego de cruzar la Avenida San Juan, en el n.º 1235 está el edificio de la Escuela Normal Superior N.º 03 D.E. 04 "Bernardino Rivadavia". Bajo la Autopista 25 de Mayo está el Complejo Centenario Deportivo del Club Atlético San Telmo (n.º 1257). Luego de cruzar la Avenida Juan de Garay está la Seccional 14 de la Policía Federal (n.º 1419).
Al pasar la Avenida Caseros, la calle comienza a bajar la barranca de la antigua zona baja que inundaba el Riachuelo con sus crecidas. En la esquina nordeste con la Avenida Martín García está el Edificio Juan B. Justo, construido por la cooperativa El Hogar Obrero en 1913.
La calle Bolívar termina aquí, ya que del otro lado de Martín García se llama Ruy Díaz de Guzmán.

## Imágenes

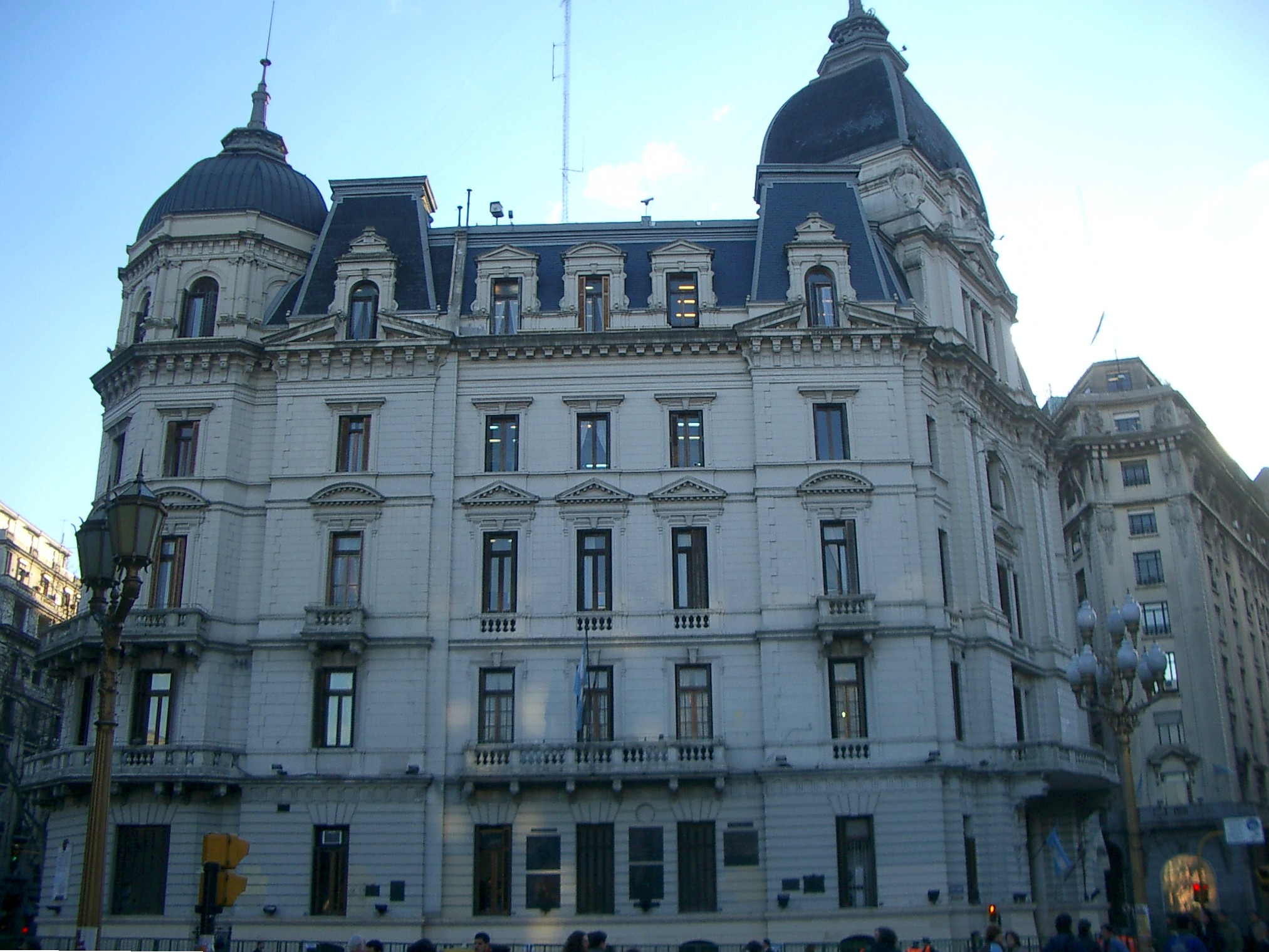
El Palacio Municipal
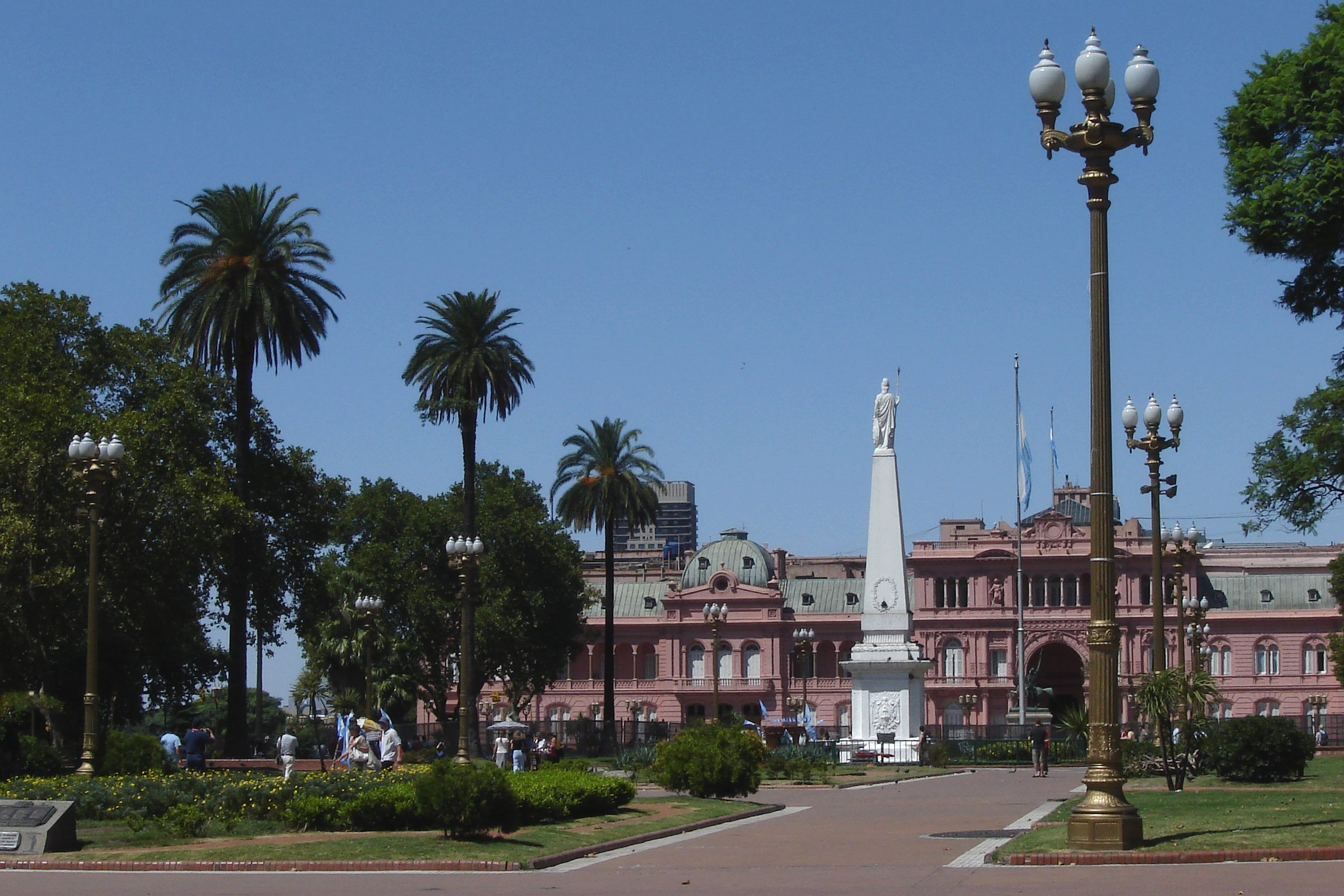
La Plaza de Mayo
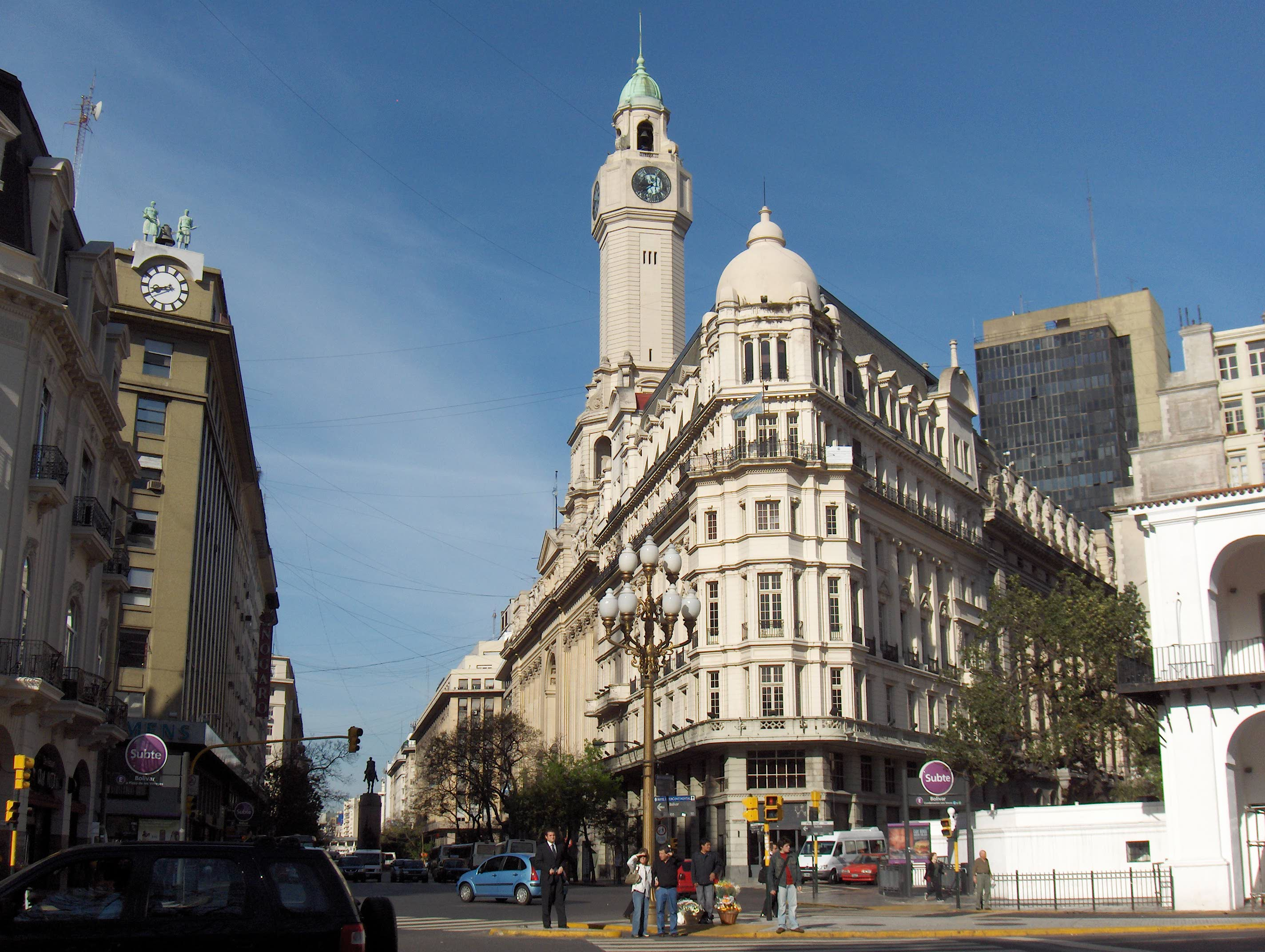
La Legislatura porteña
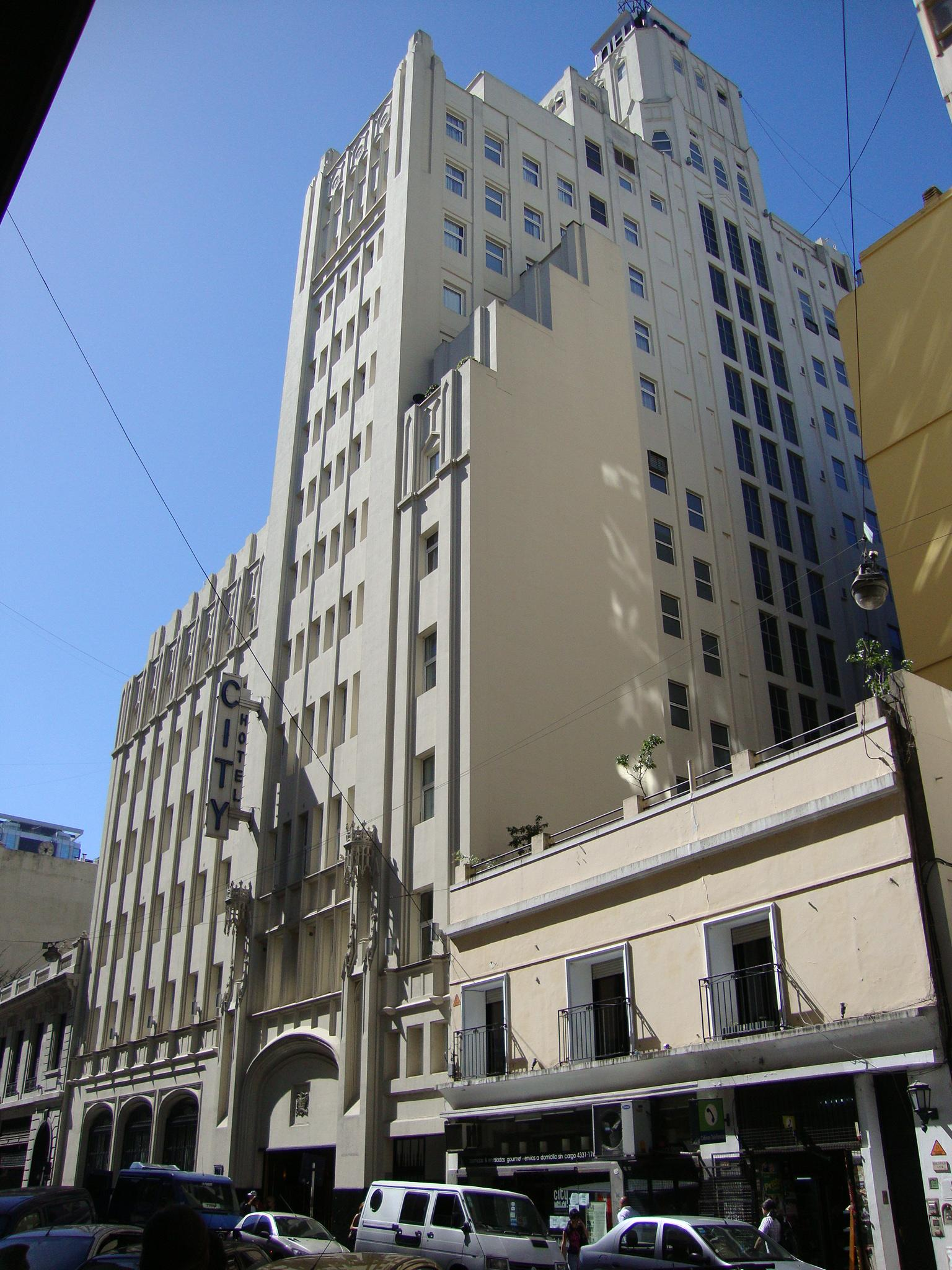
Hotel NH City & Tower
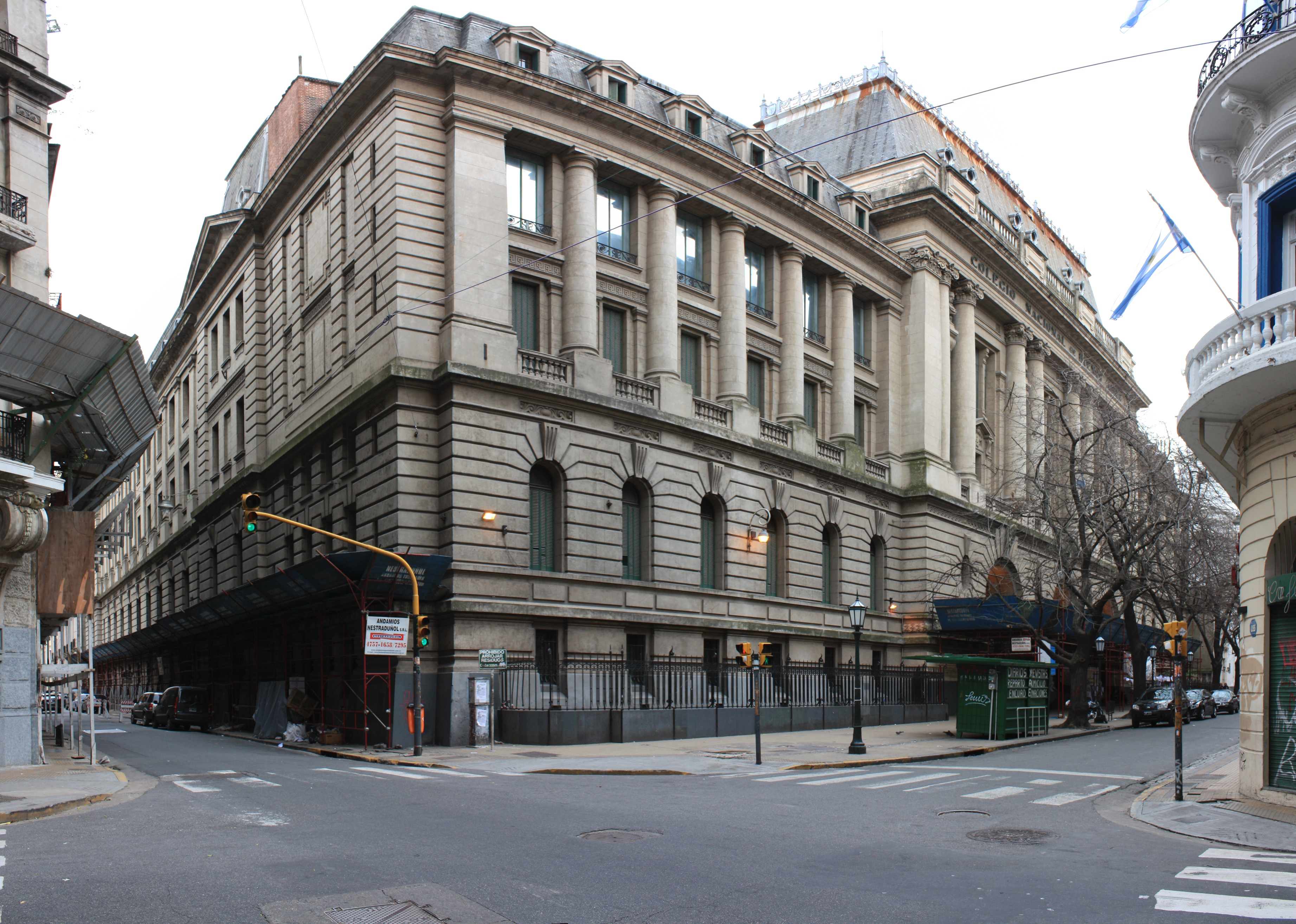
Colegio Nacional de Buenos Aires
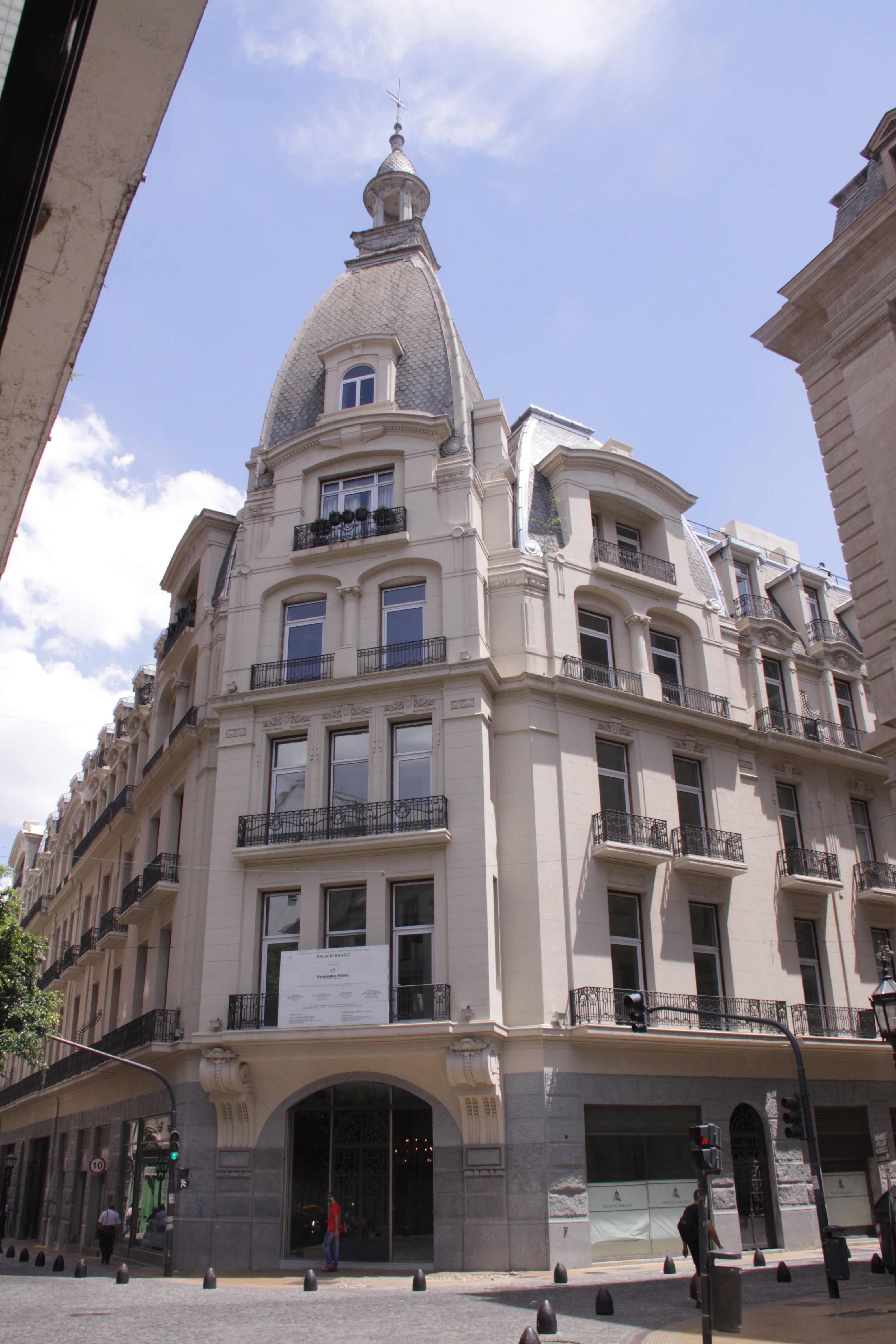
Palacio Raggio
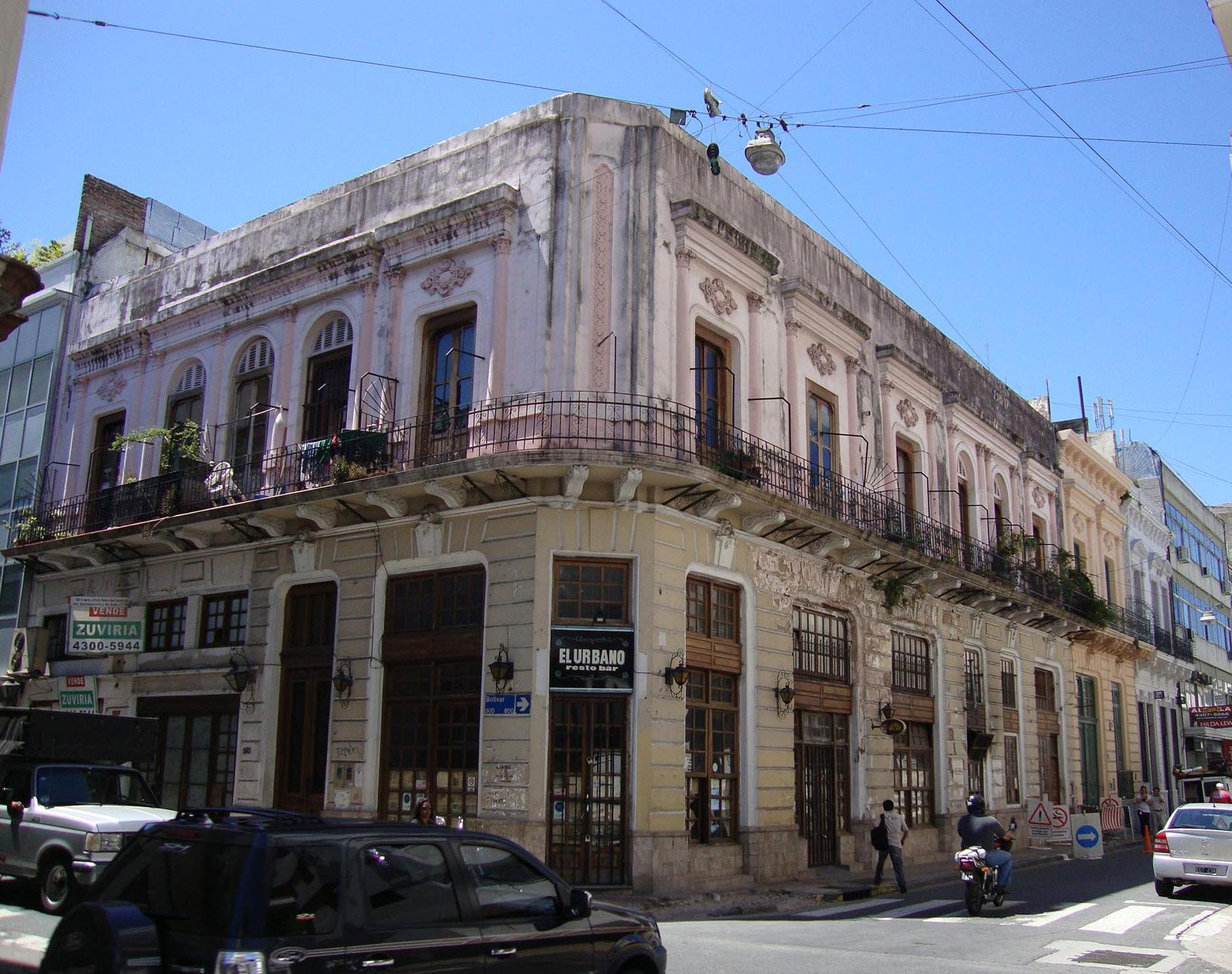
Casa italianizante en Bolívar y México
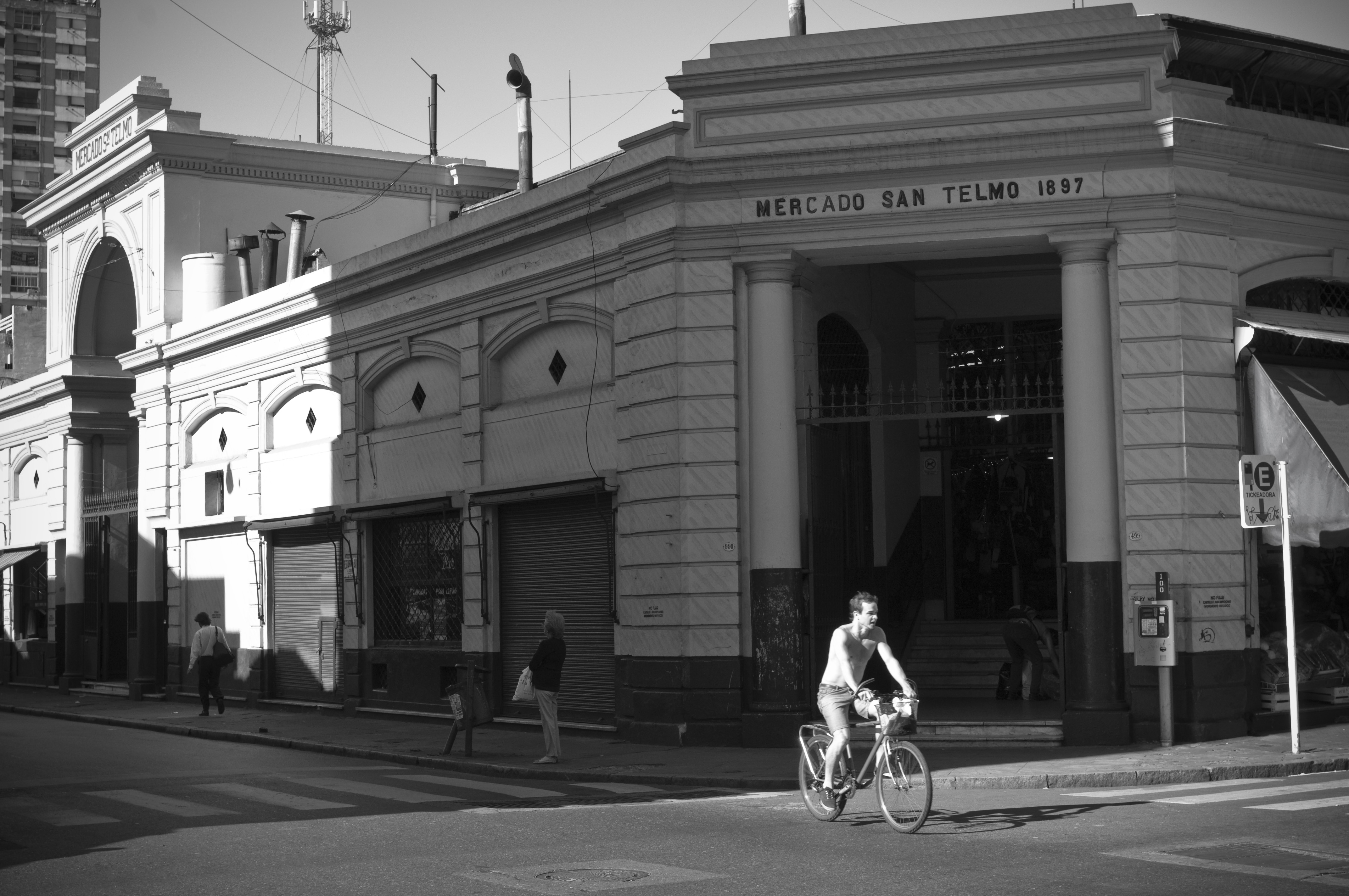
Entrada del Mercado San Telmo
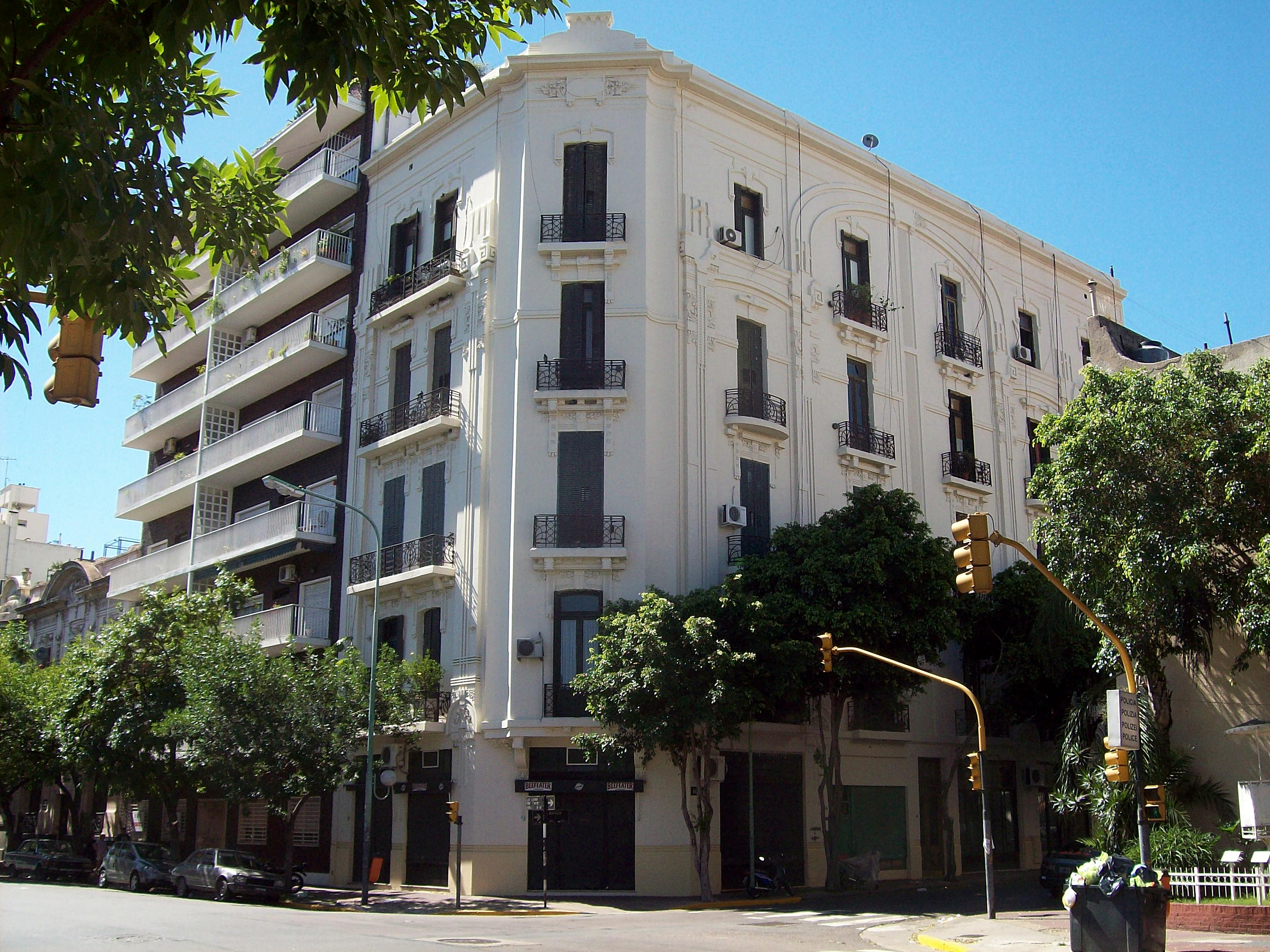
Edificio art nouveau en Bolívar y Av. Garay
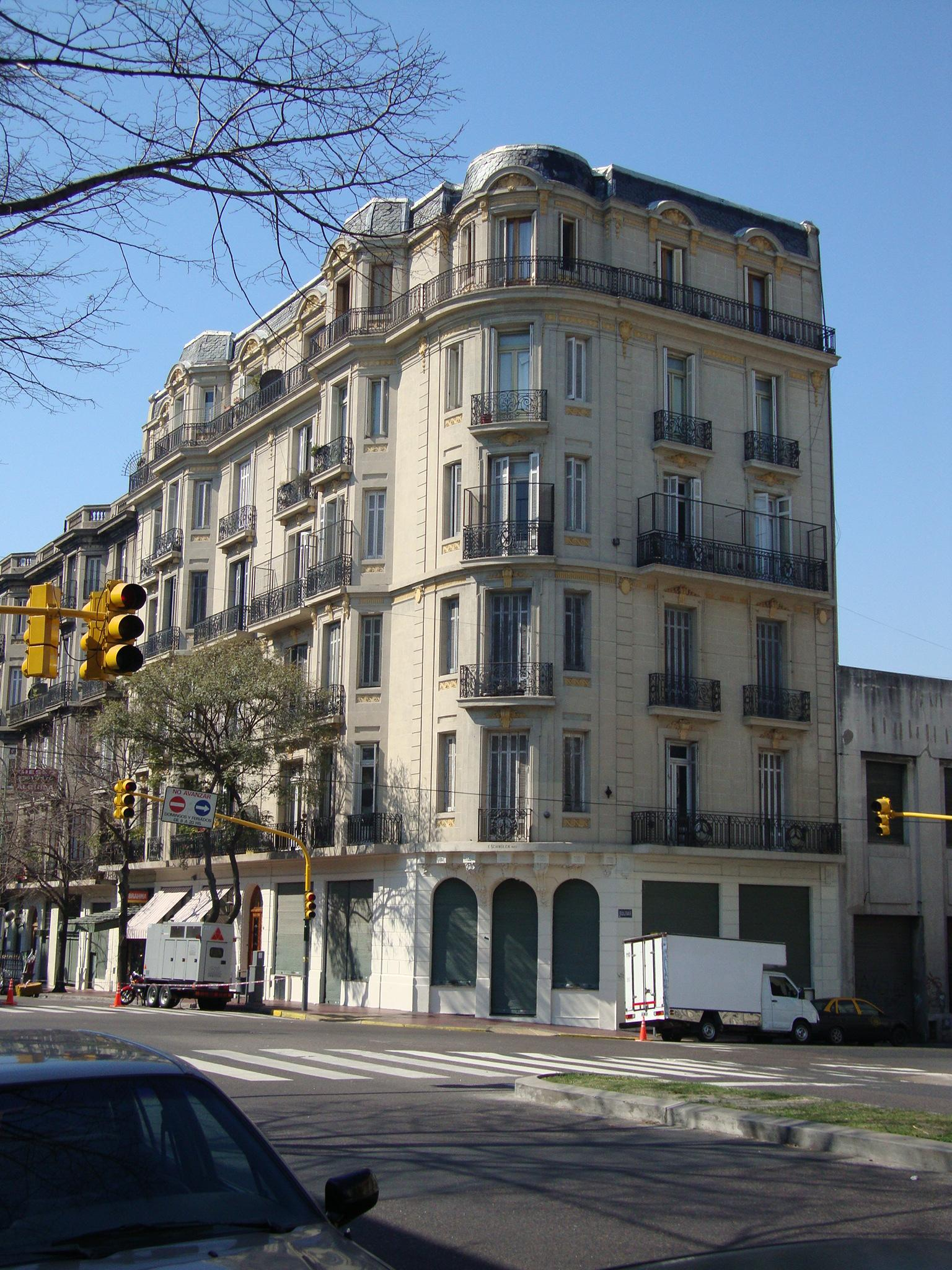
Edificio en Bolívar y Av. Caseros